# Ochrochernes indicus
Ochrochernes indicus är en spindeldjursart som beskrevs av Beier 1974. Ochrochernes indicus ingår i släktet Ochrochernes och familjen blindklokrypare. Inga underarter finns listade i Catalogue of Life.